# Christian Ludwig Nitzsch
Christian Ludwig Nitzsch, est un zoologiste allemand, né le 3 septembre 1782 à Beucha près de Grimma et mort le 16 août 1837 à Halle.

## Biographie
Il est le fils du pasteur Karl Ludwig Nitzsch (de) (1751-1831) et de Luise née Wernsdorf. Christian Nitzsch commence ses études à Borna et à Zeitz. Pour suivre l’exemple de son arrière-grand-père Gottlieb Wernsdorf l'Ancien (1668-1729), il étudie à l’université de Wittenberger (aujourd’hui Université Martin-Luther de Halle-Wittenberg). Diplômé en 1804, il poursuit ses études en médecine et est fait docteur en 1808. Il s’installe à Halle où il devient professeur de zoologie à l'université de Halle et devient secrétaire du musée zoologie.
Nitzsch fait paraître en 1820, un travail sur les glandes nasales des oiseaux sur laquelle il base sa classification. Même si son système n'est guère généralisable, il permet de distinguer certains groupes entre eux. Il publie en 1829, un travail sur le système circulatoire des oiseaux et aboutit à un système de classement similaire à celui de Ferdinand Joseph L'Herminier (1802-1866). Il s’intéresse également aux parasites et aux infusoires.

## Liste partielle des publications
- De respiratione animalium 1808
- Die Familien der Thierinsekten. Germar’s Magazin für Entomologie, Band 3 1818
- [traité sur les glandes nasales des oiseaux] dans Deutsches Archiv für dei Physiologie de Johann Friedrich Meckel le Jeune (1781-1833) 1820 — Son système est repris dans l'article Aves de Sir Richard Owen (1804-1892) dans Cyclopaedia Anatomy de Robert Bentley Todd (en) (1809-1860).
- Observationes de Avium arteria carotide communi (Halle) 1829
- Pterlyographiae Avium pars prior (Halle) 1833 — Traduit en anglais sous le titre de Nitzsch's Pterylography à la Ray Society en 1867.
- Zur Geschichte der Thierinsektenkunde. Zeitschrift für gesammelte Naturwissenschaften, Band 5 1855
- Charakteristik der Federlinge. Zeitschrift für gesammelte Naturwissenschaften, Band 9 1857
- Beiträge zur Infusorienkunde. Neue Schriften der naturforschenden Gesellschaft in Halle, Band 3 Heft 1 1817
- Anatomie der Vögel. Meckels deutschen Archiv für Physiologie, Band 1 1815 Band 2 1816, Band 3 1817 Band 6 1820 und Band 11 1826
- Osteographischen Beiträge zur Naturgeschichte der Vögel 1811
- System der Pterylographie bei Burmeister 1840